# Конвой № 2202 (листопад 43)
Конвой № 1210 — японський конвой часів Другої світової війни, проведення якого відбувалось у листопаді 1943 року.
Конвой сформували для проведення групи транспортних суден із Рабаула — головної бази в архіпелазі Бісмарка, з якої японці вже два роки провадили операції на Соломонових островах та сході Нової Гвінеї. Місцем призначення при цьому був атол Трук (нині Чуук) у східній частині Каролінських островів, котрий до лютого 1944 року виконував роль транспортного хабу, через який йшло постачання японських сил у кількох архіпелагах (ще до війни на Труку створили потужну базу ВМФ).
До складу конвою № 1210 увійшли транспорт «Нітії-Мару» (нещодавно прибув до Рабаула з конвоєм № 2102) та «Канаямасан-Мару» (прийшло у жовтні з конвоєм SO-806). Їх ескорт забезпечували есмінець «Асанагі» та переобладнаний мисливець за підводними човнами CHa-34. 
Невдовзі після опівдня 20 листопада 1943 року судна вийшли з Рабаула та попрямували на північний захід. Наступного дня о 12:35 у районі за 70 км на північний захід від острова Новий Ганновер літаки B-24 «Ліберейтор» атакували конвой та досягли двох прямих влучань у «Нітії-Мару». Ще дві бомби вибухнули поряд. Судно почало осідати у воду, а на капітанському містку почалась пожежа, стримати яку не вдалось. О 15:30 з есмінця «Асанагі» надійшов наказ перевести пасажирів на «Канаямасан-Мару». Ще через годину ухвалили рішення про повне полишення корабля, а о 18:00 припинили його буксирування. Судно залишалося на плаву ще кілька діб та затонуло лише 25 листопада 1945 року. Під час атаки на «Нітії-Мару» загинули п'ять членів екіпажу.
Того ж 21 листопада CHa-34 завершив супровід та попрямував назад. 
22 листопада в районі за чотири сотні кілометрів північніше від Нового Ганноверу конвой знов атакували B-24, що змогли потопити «Канаямасан-Мару». При цьому загинуло два члени екіпажу.
«Асанагі», який при нальоті 20 листопада отримав невеликі пошкодження, прибув 23 листопада на Трук та пройшов тут екстрений ремонт.